# Eunicea aspera
Eunicea aspera is een zachte koraalsoort uit de familie Plexauridae. De koraalsoort komt uit het geslacht Eunicea. Eunicea aspera werd in 1860 voor het eerst wetenschappelijk beschreven door Duchassaing & Michelotti. 